# Dumarao
Dumarao é um município de  segunda classe de renda municipal (d) na província Capiz, nas Filipinas. De acordo com o censo de 1 de maio  de  2020 possui uma população de 49 506 pessoas e 12 775 domicílios.